# Haneen Ibrahim
Haneen Ibrahim (sinh ngày 29 tháng 6 năm 2000) là một vận động viên bơi lội người Sudan. Cô đã tham gia nội dung tự do 50 mét nữ tại Thế vận hội Mùa hè 2016, nơi cô xếp hạng 84 với thời gian 36,25 giây. Cô không tiến vào bán kết.
Ibrahim giữ kỷ lục quốc gia về tự do 50 mét nữ.